# Чешина Страна
Чешина Страна су насељено мјесто у општини Трново, Федерација БиХ, Босна и Херцеговина.

## Становништво
|         | 2013.      | 1991.      | 1981.       | 1971.        |
| Укупно  | 0 (0,000%) | 6 (100,0%) | 18 (100,0%) | 68 (100,0%)  |
| Срби    | –          | 6 (100,0%) | 18 (100,0%) | 53 (77,94%)  |
| Бошњаци | –          | –          | –           | 14 (20,59%)1 |
| Остали  | –          | –          | –           | 1 (1,471%)   |

1. 1 На пописима од 1971. до 1991. Бошњаци су пописивани углавном као Муслимани.